# Markus Kavka
Markus Kavka (ur. 27 lipca 1967 w Ingolstadt) – niemiecki prezenter telewizyjny i DJ.
Na początku kariery prowadził programy w muzycznej telewizji Viva Zwei a później w MTV. W lutym 2007 roku zadebiutował jako pisarz powieścią Elektrische Zahnbürsten.